# Марвін Мартінс
Марвін да Граса (люксемб. Marvin da Graça, нар. 17 лютого 1995, Люксембург) — люксембурзький футболіст вердійського походження, захисник національної збірної Люксембургу.

## Клубна кар'єра
У дорослому футболі дебютував 2013 року виступами за команду клубу «Женесс», в якій провів п'ять сезонів, взявши участь у 75 матчах чемпіонату.
До складу клубу «Прогрес» приєднався 2018 року.
У липні 2019 Марвін перейшов до складу львівських «Карпат», ставши першим люксембурзьким футболістом в історії українського футболу.

## Виступи за збірну
2014 року дебютував в офіційних матчах у складі національної збірної Люксембургу.
| Дата       | Місто      | Господарі  | Результат | Гості      | Турнір            | Голи | Примітки |
| ---------- | ---------- | ---------- | --------- | ---------- | ----------------- | ---- | -------- |
| 4-6-2014   | Перуджа    | Італія     | 1 – 1     | Люксембург | товариський матч  | -    | 79'      |
| 31-8-2017  | Люксембург | Люксембург | 1 – 0     | Білорусь   | Відбір до ЧС 2018 | -    | 78'      |
| 10-10-2017 | Люксембург | Люксембург | 1 – 1     | Болгарія   | Відбір до ЧС 2018 | -    | 82'      |
| 9-11-2017  | Люксембург | Люксембург | 2 – 1     | Угорщина   | товариський матч  | -    | 86'      |
| Усього     |            | Матчів     | 4         |            | Голів             | 0    |          |